# Teddy Edwards
Theodore Marcus „Teddy“ Edwards (26. dubna 1924 Jackson, Mississippi, USA – 20. dubna 2003) byl americký jazzový tenorsaxofonista. Původně začínal hrát na altsaxofon a klarinet. Nahrál více než dvacet sólových alb a podílel se na albech dalších interpretů, mezi něž patří například Tom Waits (Swordfishtrombones a One from the Heart), Milt Jackson (That's the Way It Is, Just the Way It Had to Be a Memphis Jackson) a další. Určitou dobu byl členem Waitsovi doprovodné skupiny a Waits později předělal jeho skladbu „Little Man“ na své album Orphans: Brawlers, Bawlers & Bastards.